# دنیس سیدورنکو
دنیس سیدورنکو (اوکراینی: Денис Борисович Сидоренко؛ زادهٔ ۱۸ آوریل ۱۹۸۹) بازیکن فوتبال اهل اوکراین است.
از باشگاه‌هایی که در آن بازی کرده‌است می‌توان به باشگاه فوتبال تاوریا سیمفروپول و باشگاه فوتبال متالیست خارکوف اشاره کرد.
وی همچنین در تیم‌های ملی فوتبال اوکراین، و اوکراین، بازی کرده‌است.